# Rosine de Chabaud-Latour
Pour les articles homonymes, voir Chabaud et Chabaud-Latour.
Rosine de Chabaud-Latour (1794-1860) est une écrivaine et traductrice évangélique française du XIXe siècle, particulièrement influente au sein de la haute société protestante qui se réunissait autour de la chapelle évangélique de la Rue Taitbout dans le cadre du Réveil.

## Biographie
Suzanne Rosette de Chabaud-Latour, dite Rosine de Chabaud-Latour est née le 15 septembre 1794 à Nîmes. Sa famille était très liée à la famille Guizot depuis que, sous la Terreur, son père, Antoine de Chabaud-Latour, avait été caché avec André Guizot, le père de François Guizot dans le même refuge. Elle fut la gouvernante des enfants de François et Mme Elisa Guizot, Henriette, Pauline et Guillaume. Restée célibataire et très engagée dans la vie religieuse protestante, elle est l’une des personnalités qui soutient le développement du Réveil au travers de la chapelle de la rue Taitbout.
Elle est l’auteur d’un manuel d’anglais, langue qu’elle enseignait aux jeunes Guizot. Elle est également l’auteur de traductions de l'anglais de plusieurs ouvrages de John Newton, l’auteur du célèbre cantique, Amazing Grace ("grâce étonnante"), ancien capitaine négrier brusquement converti à la foi et à la lutte contre l’esclavage et figure emblématique du Réveil protestant.
Elle meurt le 28 mai 1860 à Paris, à l’âge de 65 ans,.

## Famille
Rosine de Chabaud-Latour est la fille d'Antoine Georges François de Chabaud-Latour (1767-1832), colonel du Génie et ingénieur titré par Napoléon puis homme politique fait baron par Louis XVIII, et de Julie Verdier de Lacoste (1775-1856).
Elle est la sœur aînée du général et ministre François de Chabaud-Latour, la nièce d'Henri Verdier de Lacoste, et la nièce de l’influent pasteur Henri François Juillerat Chasseur, l’une de ses tantes Chabaud-Latour ayant épousé ce pasteur d’origine suisse.

## Influence
À partir de 1830, elle contribue à répandre les idées du Réveil au travers de la très mondaine chapelle évangélique de la rue Taitbout, où elle côtoie Waddington, l’amiral Verhuell, le pasteur Edmond de Pressensé, le comte Jules Delaborde (avocat à la cour de cassation), la fille de Madame de Staël, Albertine, épouse du duc de Broglie (qui sera à la tête de la campagne anti-esclavagiste sous la monarchie de Juillet), Victor de Pressensé, le comte Pellet de la Lozère, le banquier Jules Mallet, Henri Lutteroth.
Femme de grande culture, elle se fait connaître par ses traductions des ouvrages du pasteur John Newton (1725-1807) dont elle vise ainsi à développer l’influence en France afin de faire progresser les idées et pratiques chrétiennes du Réveil : 
- recueil de lettres de John Newton à ses amis, sous le titre de "Omicron" (1843) : ces quarante et une lettres de conseils de piété sont caractéristiques de la foi du Réveil : Newton y encourage ainsi un jeune pasteur à se consacrer aux « Saintes Écritures et à la prière, qui sont les seuls moyens d’obtenir la sagesse ». A un autre correspondant, il rappelle l’importance du culte familial, tout en multipliant les conseils pratiques : "Bien évidemment vous choisirez les heures où vous risquez le moins d’être dérangé par les appels du travail et où la famille pourra le plus facilement s’assembler". Newton suggère aussi de ne pas attendre trop tard dans la soirée pour éviter l'assoupissement des participants. Il recommande aussi aux jeunes époux de prier ensemble et l’un pour l’autre.
- "Cardiphonia" : ce recueil est composé de cent cinquante et une lettres au ton chaleureux et intime. Il s’agissait vraiment de la « voix du cœur ». Le fait que les vingt-six premières lettres soient adressées à Lord Dartmouth et sept autres à la servante de Newton, Sally Johnson, en dit long sur le souci évangélique universel et la sollicitude de l’auteur.

L'influence de Rosine de Chabaud-Latour s’exerce aussi au travers de son réseau familial. Ainsi son neveu Édouard de Chabaud-Latour (1837-1879), 3ème baron de Chabaud-Latour, marié à l’héritière de l’industriel Albert Roux de Montbéliard et l’une des figures de proue de la bourgeoisie montbéliardaise, fait-il construire à Montbéliard en 1874-1875 une chapelle évangélique dissidente de l’église luthérienne établie. Ce bâtiment, à présent repris par l’Armée du Salut, est toujours visible à Montbéliard, au 12 rue de la Chapelle.